# Séquençage
En biochimie, le séquençage consiste à déterminer l'ordre linéaire des composants d'une macromolécule (les acides aminés d'une protéine, les nucléotides d'un acide nucléique comme l'ADN, les monosaccharides d'un polysaccharide, etc.).
En génétique, le séquençage concerne la détermination de la séquence des gènes voire des chromosomes, voire du génome complet, ce qui techniquement revient à effectuer le séquençage de l'ADN constituant ces gènes ou ces chromosomes.

## Séquençage de l'ADN
Le séquençage de l'ADN consiste à déterminer l'ordre d'enchaînement des nucléotides d’un fragment d’ADN donné. Des années 1970 aux années 2000, la plupart du séquençage d’ADN avait été réalisé par la méthode de Sanger. Cette technique utilise la réaction de polymérisation de l’ADN avec une enzyme (anciennement le fragment de Klenow) « la sequenase » synthétisée complètement artificiellement et des didésoxyribonucléotides (ddNTP). Cependant, depuis 2007, de nouvelles techniques telles que le pyroséquençage ont pris une part croissante dans le marché du séquençage. Le pyroséquençage est désormais plus utilisé pour produire des données sur le génome que le séquençage Sanger puisqu'il permet un séquençage rapide du génome.
La séquence d’ADN contient l’information nécessaire aux êtres vivants pour survivre et se reproduire. Déterminer cette séquence est donc utile aussi bien pour les recherches visant à savoir comment vivent les organismes que pour des sujets appliqués. En médecine, elle peut être utilisée pour identifier, diagnostiquer et potentiellement trouver des traitements à des maladies génétiques. La biotechnologie est une discipline prospère avec des perspectives pour de nombreux produits et services utiles.

### Pyroséquençage
Le pyroséquençage est une méthode basée sur la détection de la libération de pyrophosphate qui a lieu lors de l'incorporation de nucléotides. Le brin d'ADN doit d'abord être amplifié par PCR avant le séquençage. L'ordre dans lequel les nucléotides seront ajoutés est ensuite choisi dans le séquenceur (c'est-à-dire G-A-T-C). Chaque fois qu'un nucléotide spécifique est ajouté dans la chaîne par l'ADN polymérase, un pyrophosphate est libéré et converti en ATP par une ATP sulfurylase. L'ATP stimule alors l'oxydation de la luciférine en luciférase, cette réaction génère un signal lumineux enregistré sous la forme d'un pic. L'incorporation de chaque nucléotide est alors corrélée à un signal. Le signal lumineux est proportionnel à la quantité de nucléotides incorporés lors de la synthèse du brin d'ADN (deux nucléotides incorporés correspondent à deux pics). Lorsque les nucléotides ajoutés ne sont pas incorporés dans la molécule d'ADN, aucun signal n'est enregistré. Cette technique ne nécessite ni nucléotides marqués par fluorescence ni électrophorèse sur gel.

## Séquençage des polysaccharides
Bien que les oligosaccharides et les polysaccharides soient également des biopolymères, il n'est pas si courant de parler de «séquençage» d'un polysaccharide, pour plusieurs raisons. Bien que de nombreux polysaccharides soient linéaires, beaucoup ont des ramifications. De nombreuses unités différentes (monosaccharides individuels) peuvent être utilisées et liées de différentes manières. Les méthodes de détermination de la structure des oligosaccharides et des polysaccharides comprennent la spectroscopie RMN et l'analyse de méthylation.